# Měchov
Měchov (německy Mies) je malá vesnice a část obce Otročín v okrese Karlovy Vary v Karlovarském kraji. Nachází se asi 2,5 kilometru severně od Otročína. Měchov je také název katastrálního území o rozloze 7,78 km².

## Historie
První písemná zmínka o vesnici pochází z roku 1536.

## Obyvatelstvo
Při sčítání lidu v roce 1921 ve vsi žilo 504 obyvatel (z toho 230 mužů) německé národnosti a římskokatolického vyznání. Podle sčítání lidu z roku 1930 měla vesnice 520 obyvatel německé národnosti, kteří se kromě jednoho evangelíka hlásili k římskokatolické církvi.
| Rok                                                   | 1869 | 1880 | 1890 | 1900 | 1910 | 1921 | 1930 | 1950 | 1961 | 1970 | 1980 | 1991 | 2001 | 2011 | 2021 |
| ----------------------------------------------------- | ---- | ---- | ---- | ---- | ---- | ---- | ---- | ---- | ---- | ---- | ---- | ---- | ---- | ---- | ---- |
| Počet obyvatel                                        | 564  | 516  | 574  | 575  | 583  | 504  | 520  | 154  | 148  | 130  | 86   | 82   | 65   | 60   | 45   |
| Počet domů                                            | 80   | 84   | 84   | 82   | 83   | 84   | 97   | 69   | 60   | 24   | 21   | 21   | 25   | 28   | 27   |
| V počtu domů v roce 1961 jsou zahrnuty i domy v Brti. |      |      |      |      |      |      |      |      |      |      |      |      |      |      |      |

## Obecní správa
Při sčítání lidu v letech 1869–1950 Měchov byl samostatnou obcí, se kterým patřil nejprve do okresu Karlovy Vary, ale v letech 1900–1930 v okrese Teplá a v roce 1950 v okrese Toužim. Od roku 1964 je částí obce Otročín v okrese Karlovy Vary.